# Kurt Meister
Kurt Meister (* 15. Mai 1901 in Dessau, Herzogtum Anhalt; † 30. Juni 1961) war ein deutscher Schauspieler, Theater- und Hörspielregisseur, Autor, Hörspiel- und Synchronsprecher.

## Biografie
Kurt Meister begann seine Theaterlaufbahn bereits im Jahre 1916. Zu seinen Stationen gehörten u. a. Leipzig, Dresden, Berlin und Hamburg. Er war sowohl als Schauspieler als auch als Regisseur tätig. Am 15. September 1941 feierte er sein 25-jähriges Bühnenjubiläum am Deutschen Theater Metz.
Nach dem Zweiten Weltkrieg trat er bis etwa 1953 in einigen Spielfilmen in kleineren und größeren Nebenrollen auf, darunter in Helmut Käutners Episodenfilm In jenen Tagen (1947), wo er in der 4. Geschichte neben Erica Balqué, Eva Gotthardt und Hermann Schomberg zu sehen war, oder 1951 in dem Film Der Verlorene von und mit Peter Lorre. Ende der 1950er Jahre war er auch mindestens an zwei Fernsehproduktionen beteiligt. 1958 schrieb er das Drehbuch und führte die Regie in dem Volksstück Die spanische Fliege in einer Aufführung des Kölner Millowitsch-Theaters. Ein Jahr darauf stand er in einer weiteren Fernsehaufzeichnung aus dem Theater selbst neben den Geschwistern Willy und Lucy Millowitsch, die wie üblich die Hauptrollen spielten, auf der Bühne.
Auch als Synchronsprecher war er im Einsatz. So lieh er beispielsweise Édouard Delmont als Doktor Spiletti in den Filmen Don Camillo und Peppone und Don Camillos Rückkehr seine Stimme, ebenso wie Jo Dest als Smerloff in Lohn der Angst und Marcel Dalio als Ferez in Weiße Fracht für Rio.
Sein Hauptbetätigungsfeld hatte er aber beim Hörfunk. Zunächst beim Studio des NWDR in Hamburg, wo er vorwiegend als Sprecher tätig war. 1952 ging er als freier Mitarbeiter zum NWDR-Studio Köln, wo er dann zum 1. Juli 1953 eine Festanstellung als Regisseur erhielt. Bekannt wurden vor allem seine mehrteiligen Hörspiele Winnetou, Der Schatz im Silbersee und Old Surehand nach den Romanen von Karl May, die er, im Gegensatz zu den späteren Filmen, werksgetreu inszenierte. Die Hauptfigur Old Shatterhand wurde jedes Mal von Kurt Lieck gesprochen, Winnetou sprachen Hansjörg Felmy und Werner Rundshagen. Auch für den Schulfunk war er tätig. Daneben schrieb er auch das Hörspiel Erstklassige Existenz zu verkaufen und bearbeitete mehrere literarische Vorlagen für den Funk, darunter St. Nikolaus in Not von Felix Timmermans (Regie: Eduard Hermann) und Wir sind nicht allein von James Hilton (Regie: Heinz-Günter Stamm), beide aus dem Jahre 1950. Nebenher war er auch als Hörspielsprecher bei zahlreichen Produktionen, überwiegend in Haupt- oder größeren Nebenrollen zu hören, darunter auch in einem Mehrteiler der bekannten Paul-Temple-Reihe, nämlich in Paul Temple und der Fall Vandyke, mit u. a. René Deltgen, Annemarie Cordes, Kurt Lieck und Herbert Hennies.
Seine letzte bekannte Adresse lautete: Köln-Sülz, Grafenwerthstraße 141.

## Filmografie

### Drehbuch und Regie
- 1958: Die spanische Fliege (Übertragung aus dem Millowitsch-Theater)

### Darsteller
- 1938: Der Maulkorb (Fünfter Stammtischbesucher) – Regie: Erich Engel
- 1947: In jenen Tagen (Ein Polizist) – Regie: Helmut Käutner
- 1948: Arche Nora (Radtke) – Regie: Werner Klingler
- 1949: Gefährliche Gäste (alternativ: Paulchen unter Banditen) (Gutsverwalter Gruber) – Regie: Géza von Cziffra
- 1950: Gabriela (Portier Wuttke) – Regie: Géza von Cziffra
- 1950: Das Mädchen aus der Südsee – Regie: Hans Müller
- 1950: Die Dritte von rechts (Kriminalbeamter) – Regie: Géza von Cziffra
- 1951: Schön muß man sein (Inspizient) – Regie: Ákos von Ráthonyi
- 1951: Engel im Abendkleid (alternativ: Paulchen und die Millionenerbschaft) – Regie: Ákos von Ráthonyi
- 1951: Die verschleierte Maja – Regie: Géza von Cziffra
- 1951: Der Verlorene (Preefke) – Regie: Peter Lorre
- 1952: Gift im Zoo (Oberwärter Kruschke) – Regie: Hans Müller
- 1952: Die Stimme des Anderen (Beamter im Fundbüro) – Regie: Erich Engel
- 1959: Der keusche Lebemann (Julius Seibold) (Millowitsch-Theater) – Regie: Hermann Pfeiffer
- 1961: Ein Augenzeuge (Kriminalinspektor) – Regie: Gustav Burmester

## Hörspiele (Auswahl)

### Nur Regie
- 1950: Erstklassige Existenz zu verkaufen (auch Autor)
- 1951: Das Leben des Walzerkönigs
- 1952: Arizona Charleys Junge
- 1952: Liselotte von der Pfalz
- 1952: Der gläserne Berg (auch Funkbearbeitung)
- 1953: Das Haus mit dem Cherub
- 1953: Die scharlachrote Blume
- 1954: Das Gewitter
- 1954: Robinson soll nicht sterben (nach Friedrich Forster)
- 1954/55: Das große Wagnis (10 Teile)
- 1955: Neues aus Schilda – Folge: Schatzsuche
- 1955: Die Chamäleondame
- 1956: Winnetou (nach Karl May) (10 Teile)
- 1956: Feuer
- 1956: Neues aus Schilda; Folge: Das arme Armenhaus
- 1956: Livingstones letzte Reise (7 Teile)
- 1956: Anwalt Gordon Grantley plaudert aus seiner Praxis (10 Teile)
- 1958: Es geschah in ... Grönland; Folge: Das Geschenk der Eskimos
- 1958: Old Surehand (nach Karl May) (10 Teile)
- 1958: Es geschah in ... Österreich; Folge: Der verrückte Grenzstein
- 1958: Es geschah in... Thüringen; Folge: Der König von Erfurt
- 1958: Es geschah in ... USA; Folge: Räuber und Gendarm
- 1960: Es geschah in ... Bayern; Folge: Dreierbob

### Regie und Sprecher
- 1952: Die Dienstpistole (Polizeiinspektor)
- 1952/53: Wem gehört der Peter? (Anwalt Dr. Durius) (12 Teile)
- 1953: Neues aus Schilda; Folge: Das Fest der hohen Tiere (Der Kapitän des Flughafens zu Schilda)
- 1953/54: Reporter Rex Rendal (12 Teile)
- 1955: Der Schatz im Silbersee (Erzähler) (nach Karl May) (8 Teile)
- 1957: Es geschah in ... Brighton/Sussex; Folge: Der blaue Haifischbauch (Selwyn Dunkard, Kneipenwirt)
- 1957: Es geschah... in den Niederlanden; Folge: Giraffe frei Haus (Witt)
- 1957: Aus dem Leben David Copperfields (Mr. Dick) (nach Charles Dickens) (10 Teile)
- 1958: Es geschah in... Norddeutschland; Folge: Fideles Gefängnis (Katzmeier)

### Nur Sprecher
- 1945: Der Biberpelz (nach Gerhart Hauptmann) – Regie: Ludwig Cremer
- 1946: Wer ist ohne Schuld (Jahn, Gerichtsdiener) – Regie: Otto Kurth
- 1946: Ein Heiratsantrag (nach Anton Pawlowitsch Tschechow) (Stepan Stepanowitsch Tschubukow) – Regie: Fritz Schröder-Jahn
- 1947: Draußen vor der Tür (Kabarettdirektor) – Regie: Ludwig Cremer
- 1948: Das kleine Hofkonzert – Regie: Gustav Burmester
- 1948: Der Geisterexpreß – Regie: Fritz Schröder-Jahn
- 1948: Das Buxtehuder Krippenspiel (Der Wirt) – Regie: Fritz Schröder-Jahn
- 1949: Der Schmuck (Doré) – Regie: Otto Kurth
- 1949: Mitternachtsalibi (Kelly) – Regie: Fritz Schröder-Jahn
- 1951: Aus den Geheimakten von Scotland Yard; 4. Folge: Eine ehrgeizige Krankenschwester (Dr. Mansfield) – Regie: Eduard Hermann
- 1951: Der Teufel fährt im D-Zug mit (Bürgermeister) (von Herbert Reinecker) – Regie: Fritz Schröder-Jahn
- 1953: Paul Temple und der Fall Vandyke (Inspektor Eden) – Regie: Eduard Hermann
- 1954: Aber der Zar darf nichts erfahren (Polizeichef von St. Petersburg) – Regie: Hermann Pfeiffer
- 1954: Fliegen und Trompetenblasen (Professor) – Regie: Hermann Pfeiffer
- 1954: Zweimal Napoleon (Legère) – Regie: Hermann Pfeiffer
- 1955: Ein Ding taucht auf – Regie: Eduard Hermann
- 1956: Die Panne (Alfredo Traps) – Regie: Gustav Burmester
- 1957: Es geschah in ... Frankreich; Folge: Der König von Uranien (Baptiste Dupont) – Regie: Eduard Hermann
- 1957: O Wildnis (Nat Miller) (nach Eugene O’Neill) – Regie: Otto Kurth
- 1958: Es geschah in ... England; Folge: Die Schnüffelkommission (Severin Aman) – Regie: Otto Kurth
- 1958: Es geschah in ... Bayern; Folge: Ärger mit Jenny (Gustav Braumann) – Regie: Raoul Wolfgang Schnell
- 1959: Es geschah in ... USA; Folge: Selbst ist der Mann (Doktor Rodgers) – Regie: Hermann Pfeiffer
- 1960: Es geschah in... Polen; Folge: Väterchen Zar (Mlodzek) – Regie: Raoul Wolfgang Schnell
- 1960: Es geschah in ... den USA; Folge: Der Vier-Millionen-Dollar-Scheck (Direktor) – Regie: Hermann Pfeiffer